# أبو عبد الله محمد الثالث
أبو عبد الله محمد الثالث أو محمد المخلوع (1257 - 1314) هو أبو عبد الله محمد بن محمد الفقيه بن محمد الغالب بالله بن يوسف بن محمد بن احمد بن نصر. من بني نصر أو بني الأحمر المنحدرة من قبيلة الخزرج القحطانية، حكم مملكة غرناطة في الأندلس بين عامي (1302 - 1309). تولى الحكم بعد وفاة أبيه السلطان محمد الثاني ولكنه لم يطل بالحكم حيث ثار عليه أخـوه أبو الجيوش نصر بن محمد وقتل وزيره واعتقله عام 708 هـ.

## وفاته
وقعت بالأندلس حوادث مهمّة، ذلك أن عوامل الانتقاض التي لبثت بضعة أعوام تعمل عملها في ظلّ محمد المخلوع، تمخّضت في النهاية عن نشوب الثورة. وكان مدبِّرها ومثير ضرامها أخوه أبو الجيوش نصر بن محمد الفقيه، ومن ورائه رهط من كبار الدولة، سئموا نظام الطغيان الذي فرضه محمد المخلوع ووزيره ابن الحكيم. وأضرمت الثورة في يوم عيد الفطر سنة 1309 (708 هـ) ووثب الخوارج بالوزير ابن الحكيم فقتلوه، واعتقلوا السلطان محمداً، وأرغموه على التنازل عن العرش، وتربّع أخوه نصر مكانه في الملك، ونفى السلطان المخلوع إلى حصن المنكب، حيث قضى خمسة أعوام في أصفاد الأسر، ثم أعيد بعد ذلك مريضاً إلى غرناطة، حيت توفى سنة 1314 (713 هـ).